# Valerio Conti
Valerio Conti (Roma, 30 de marzo de 1993) es un ciclista profesional italiano. Desde 2023 corre para el equipo Team Solution Tech-Vini Fantini de categoría UCI ProTeam.

## Trayectoria
Tras correr en 2012 y 2013 en el equipo amateur Mastromarco-Sensi-Benedetti-Dover, fichó por el equipo UCI ProTeam Lampre-Merida a partir de la temporada 2014. En agosto corrió su primera gran vuelta, la Vuelta a España, en sustitución de su compañero y campeón en 2013, Chris Horner. Al ser su sustituto él llevó el dorsal n.º 1 que normalmente corresponde al vigente campeón de la carrera. Además, vistió el maillot de la combinada varios días.
Consigue su primera victoria como profesional en el Gran Premio Bruno Beghelli, debido a que se unió en una fuga junto con otros dos corredores y logró sorprender a todo el pelotón llevándose la victoria.
En 2016 consiguió una etapa de la Vuelta a España, merced a una fuga que aventajó en más de media hora al pelotón.

## Palmarés
2014
- Gran Premio Bruno Beghelli

2015
- 1 etapa del Tour de Japón

2016
- 1 etapa de la Vuelta a España

2020
- Trofeo Matteotti

## Resultados en Grandes Vueltas
Durante su carrera deportiva ha conseguido los siguientes puestos en las Grandes Vueltas:
| Carrera | Carrera         | 2014  | 2015  | 2016 | 2017 | 2018 | 2019 | 2020  | 2021 | 2022 | 2023 | 2024 |
| ------- | --------------- | ----- | ----- | ---- | ---- | ---- | ---- | ----- | ---- | ---- | ---- | ---- |
|         | Giro de Italia  | —     | —     | 27.º | 68.º | 24.º | Ab.  | 101.º | 89.º | Ab.  | Ab.  | —    |
|         | Tour de Francia | —     | —     | —    | —    | —    | —    | —     | —    | —    | —    | —    |
|         | Vuelta a España | 112.º | 151.º | 66.º | —    | 60.º | 71.º | —     | —    | —    | —    | —    |

—: no participa

Ab.: abandono